# 奥平壱岐
奥平 壱岐（おくだいら いき、文政7年（1824年） - 明治17年（1884年）5月9日）は、豊前中津藩家老の砲術家、漢学者、儒学者。本名は奥平 正衡（おくだいら まさひろ）。幕末維新後には中金 正衡（なかがね まさひろ）と改名。同藩下士の出身であった福澤諭吉に入門して、官吏・啓蒙思想家となった。号は寄梅、名を十学、神錫。

## 人物
福澤諭吉の自叙伝『福翁自伝』において奥平壱岐の人物を、隔絶した門地の差ゆえかルサンチマン的な感情で辛辣に批判し「猿松（いたずら者・間抜けな者の意）」などとひどく罵倒している。青年期の福澤の人生の岐路でたびたび上士下士という間がら以上の関わり持ち、まるで敵役のように書かれる一方で、学識や人となりに一定の敬意を払っている様子から、福澤の壱岐に対する複雑な心境を物語っている。
このように『福翁自伝』で福澤が悪役的な扱いとして書いたため、両者は生涯不和であると思われがちであるが、これは大きな間違いである。むしろ幕末の難しい藩政を舵取りしてきたと評価もされている。

### 江戸時代
豊前中津藩の奥平氏における家老衆「大身衆」（戦国期の七族五老から呼称変更）の一つである中金奥平家に生まれる。母は、長崎代官・高木作右衛門の第五子で光永寺の第8代・第10代住職の日蔵の娘。家老職に就くまでは十学と称す。
藩校・進脩館にて野本真城の下で皇漢の学を修め、藩内で頭角をあらわすと文政12年（1829年）に6歳の幼少で家督を相続した。下級藩士の福澤諭吉は十歳年下である。
嘉永6年(1853年)に中津藩でおきた騒動で、壱岐と同門で福澤諭吉の恩師の一人である藩の督学・私塾経営者で下級藩士白石照山が、御固番(城門警備)の職で下職の開閉番の業務を藩上層部より命じられこれを不服として城門警備を拒む「御固番事件」がおこる。命じられた白石照山や門下生の福澤諭吉ら下級藩士の反発でこの命令は撤回されるが、白石照山は騒動の責を負って藩より追放され豊後国臼杵に退去した。
長崎に出て、高島流砲術の高島秋帆に入門。母方の身内が住持する桶屋町の光永寺に寄宿する。嘉永7年(1854年)に福澤諭吉が兄の勧めで蘭学を学ぶために長崎に遊学すると、壱岐を頼り光永寺の庫裏の隣部屋に寄寓するが、高島秋帆の門人である山本物次郎に福澤諭吉を紹介し福澤も山本家に居候先を移した。更に後年中津で再会した折に長崎遊学で購ったという蘭語原書の築城学の教科書（C.M.H.Pel,Handleiding tot de Kennis der Versterkingskunst,Hertogenbosch 1852年）を貸し出した。この学書を福澤は密かに筆写しその写本を足掛かりに蘭学者・緒方洪庵の食客として学ぶこととなる。 
安政2年（1855年）に奥平昌高(隠居していた第5代藩主)が江戸で死去すると、国元の藩政を中金奥平家が掌握。島津祐太郎らと共に漢学の素養を基準に藩の首脳部を揃えたため、一時は福澤とは不和になった。壱岐は中金奥平家の隠居で父の奥平与兵衛に福澤を中津に呼び戻すように仕向けるが、福澤は一度は長崎から大阪へ逃れるが病の為に中津に戻る。安政5年（1858年）、奥平昌服(第8代藩主)から家老職を命じられる。文久元年（1861年）、江戸家老に召し出される。文久3年（1863年）の昌服上京にも従い、宇和島藩の伊達宗城の子・昌邁を養子に迎えることを進言。佐久間象山を迎えて中津川河口の砲台建設にも関わるなど西洋軍事技術採用を推進。
江戸詰の老中となり見識も聡明であったが、福澤のオランダ語の上達を妬むなど嫉妬心が深く、強権的な政治手腕から「狡猾な人物」として藩内での人望に乏しかった。そこへ尊王攘夷/保守派の圧力が加わると、洋学に明るい壱岐は罷免され江戸へ追放される。更に妻は切腹させられた。
なお家史「中津藩史」によると、倒幕の機運が高まるころには、壱岐の見識を見込んだ薩摩藩から招かれるところを、慌てた藩庁によって復職させられたという。

### 維新後
慶応3年（1867年）に本姓を中金とし、中金正衡と名乗る。適塾から江戸に東上してきた福澤諭吉に入門し、築地鉄砲洲奥平家中屋敷内の慶應義塾にて学び、慶應義塾出版局に勤務。『評説魏武註孫子』を奥平神錫の名で慶応3年に出版した。死去まで慶應義塾の主軸として福澤諭吉や小幡篤次郎を支え、塾内で福澤と共に雨山達也（中津藩で大身衆と呼ばれる家老を共に務めた雨山奥平家の家柄で、奥平図書の養子。）や増田宋太郎の面倒も見た。他、藩校・進脩館の後身校である中津市学校の顧問としても役割を果たした。
明治4年（1871年）に維新政府に出仕して、左院五等議官に就任し、正七位に叙される。次いで文部省に入る。特に、中金正衡と改名してからの奥平の業績は凄まじく、明治初期の思想啓蒙を福澤諭吉と共にリード。塾員・飯田平作の尽力により、伝染病や衛生面を早い段階で論じた『傳染病豫防法心得書演解』や、他にも国学・法律学・仏教学の造詣深く、形容詞の名がはじめて見えるのは、明治4年（1871年)刊行の中金正衡の『大倭語学手引草』が最初である。他にも『明律約解』などは、法制史上の啓蒙書としてよく知られている本である。また、オランダ文典に基いて九品詞を分け、その中に接統言を設けたのが今の接統詞に当る。

## 著書
- 『評説魏武註孫子』
- 『大倭語学手引草』
- 『伝染病予防法心得書演解』
- 『世界風俗往来』
- 『世わたり物語』
- 『通俗西洋政治談』
- 『西洋法律初学』
- 『内外法制沿革略』
- 『政體心得草』
- 『沸蘭西法律民法略解』
- 『政学概論』
- 『明律約解』
- 『法律概論』
- 『開俗夜話』
- 『衛生手引草』